# Fernand Léger
Pour les articles homonymes, voir Léger.
Fernand Léger, né le 4 février 1881, à Argentan (Orne) et mort le 17 août 1955 à Gif-sur-Yvette (Essonne), est un peintre français, aussi créateur de cartons de tapisseries et de vitraux, décorateur, céramiste, sculpteur, dessinateur et illustrateur.
Il a été l’un des premiers à exposer publiquement des travaux d’orientation cubiste, même si on a parfois qualifié son style de « tubiste ».

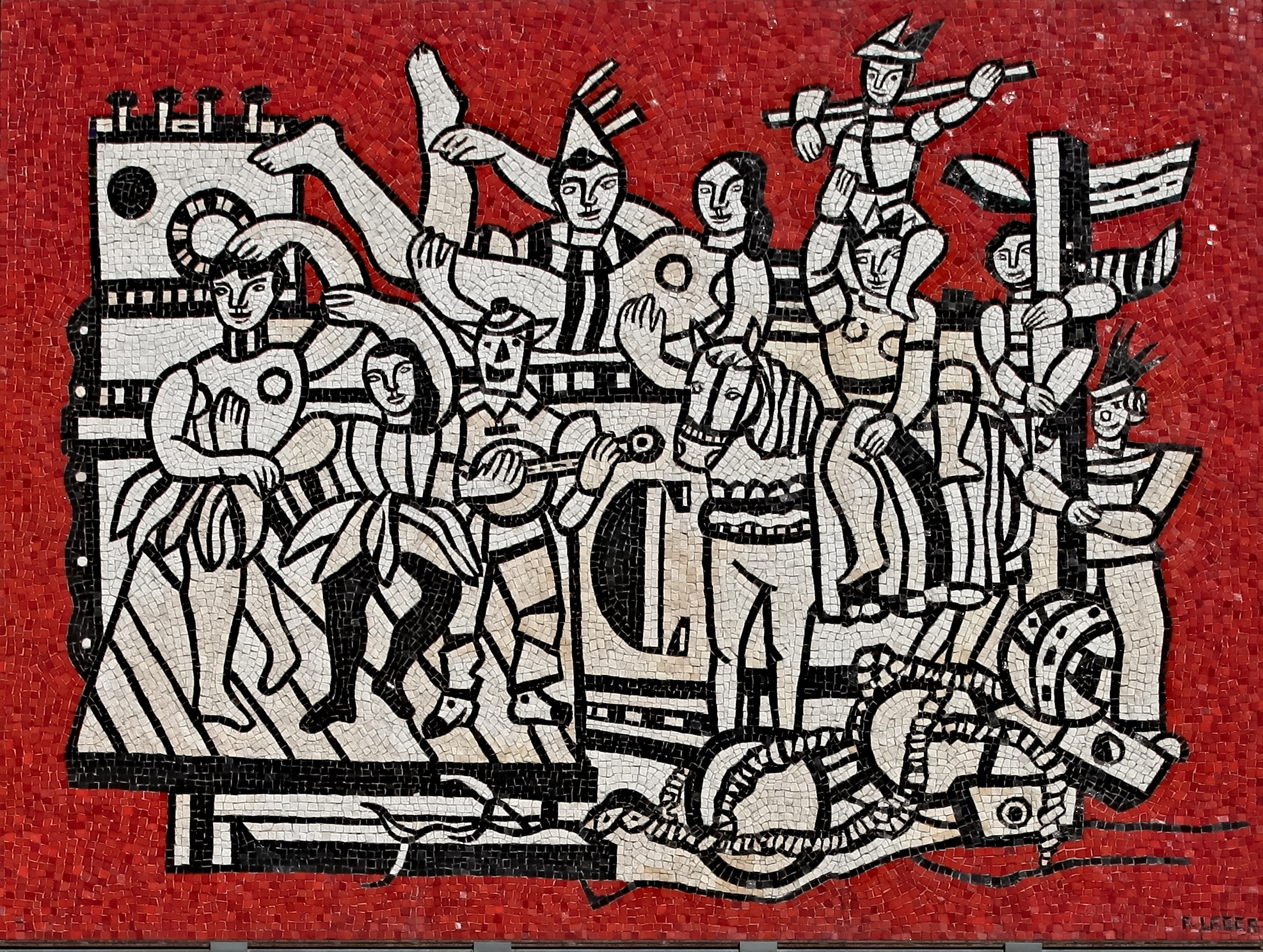
La Grande Parade sur fond rouge (1953), mosaïque, Melbourne, National Gallery of Victoria.

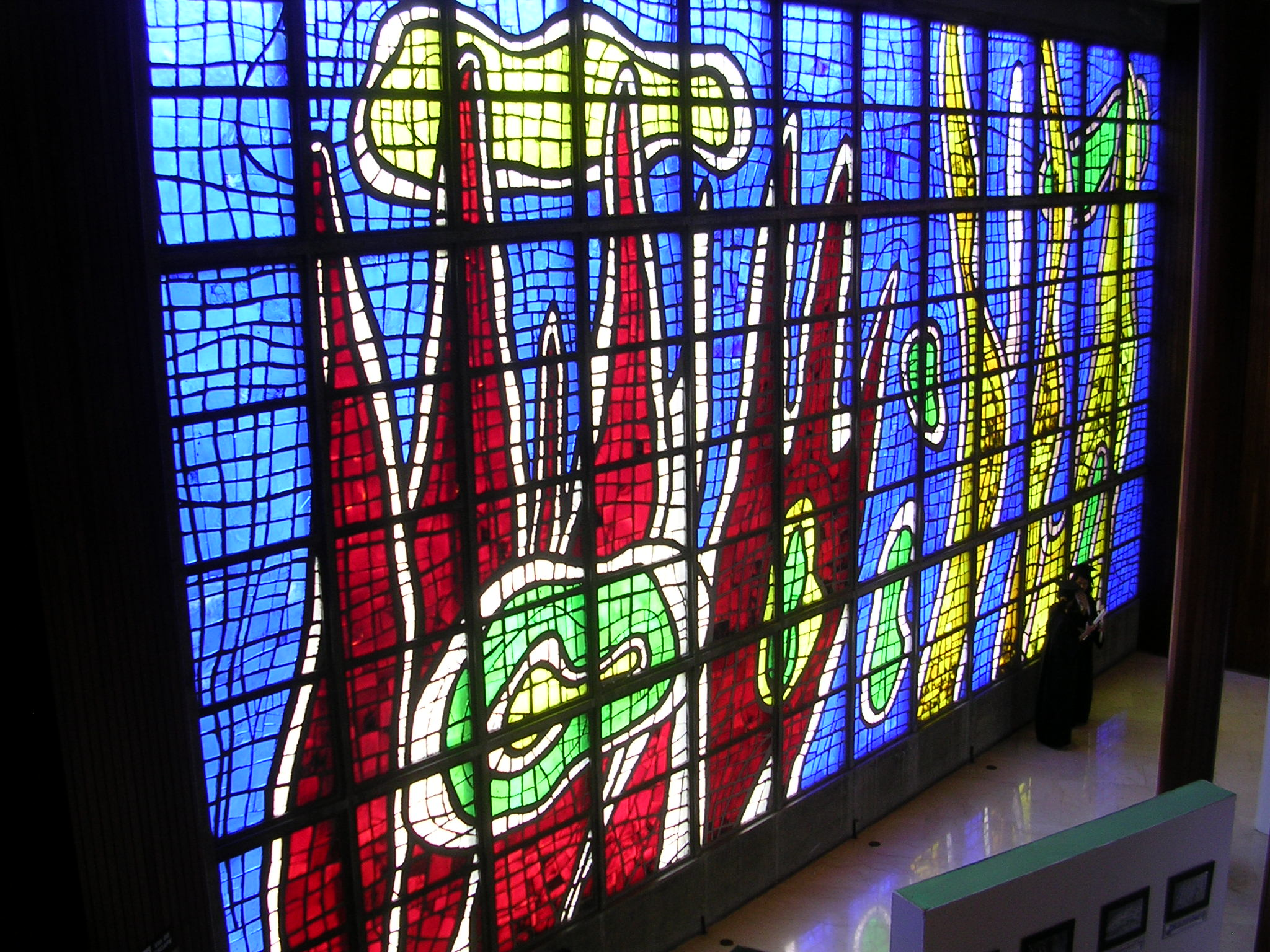
Vitraux à l'université centrale du Venezuela.

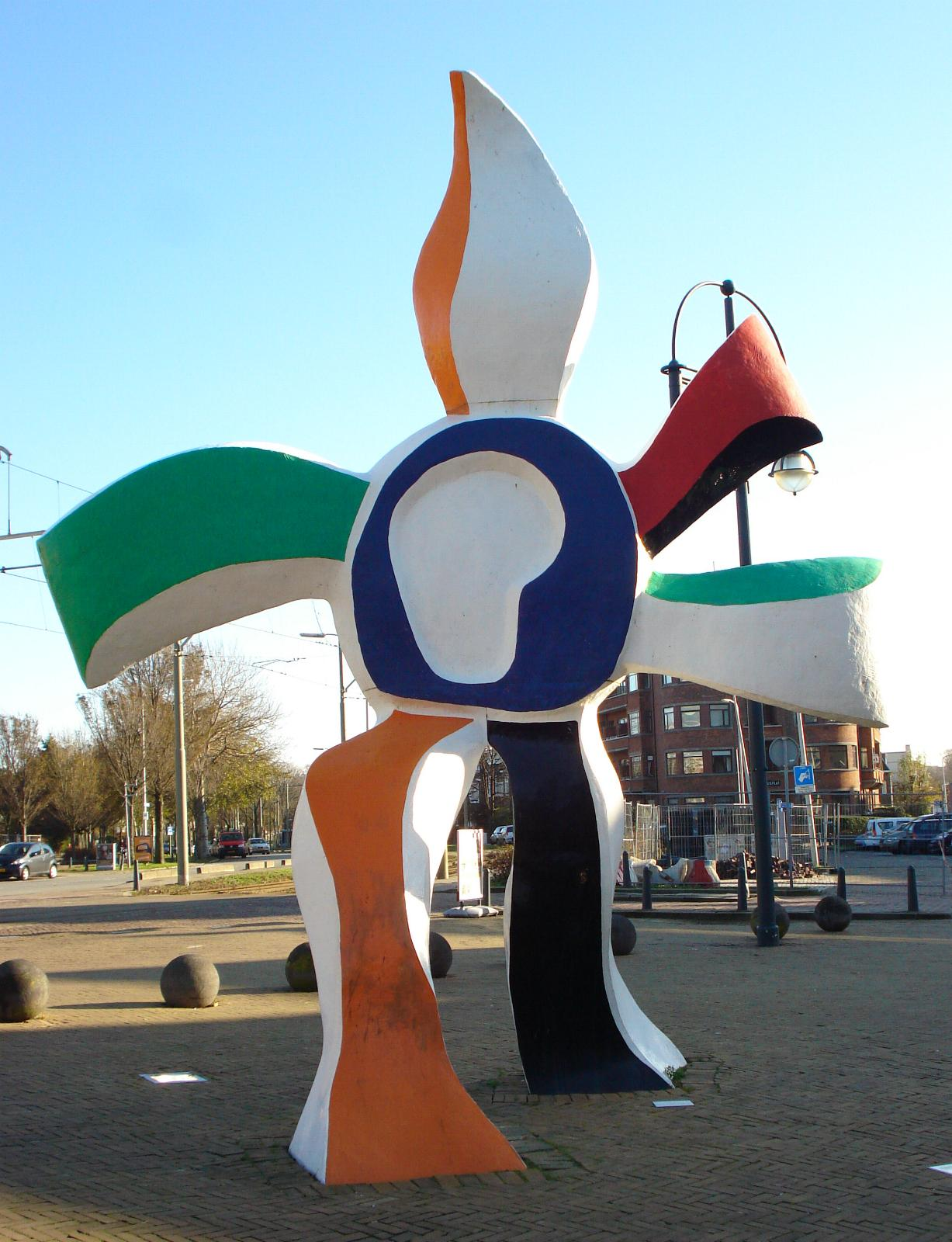
La Grande fleur qui marche (1952), La Haye (Pays-Bas).

## Biographie

### Jeunesse et formation
À dix-neuf ans, après une enfance à Argentan et des études d'architecture à Caen, il découvre le Paris de 1900. Fernand Léger n’y accomplit jamais la formation d’architecte qu’il est venu y poursuivre. Lentement, s’imprégnant patiemment du mouvement dynamique de la ville, il troque son tire-ligne pour les pinceaux : l’assurance d’un métier stable contre la promesse d’une liberté périlleuse.
Dès 1903, Fernand Léger partage un atelier avec le peintre André Mare. Après son échec aux Beaux-Arts, il s’exerce dans diverses académies. Daniel-Henry Kahnweiler, qui devient son marchand, se souvient ainsi de Léger allant dessiner le nu presque tous les soirs à l’académie de la Grande Chaumière. Il reste difficile de savoir à quoi ressemblaient ces dessins. Fernand Léger dit effectivement avoir détruit entre 1902 et 1908 une grande partie de ses travaux au fur et à mesure de leur production. Peut-être contenaient-ils encore quelques traces du sentimentalisme du Jardin de ma mère, peint en 1905, ou de ces Gamins au soleil (1907) que Guillaume Apollinaire qualifia de « baignades du soir postimpressionnistes ». Sans interprétation abusive, on peut assimiler la destruction de ces dessins à un acte proprement artistique : en s’attaquant à ses tentatives désuètes, Fernand Léger brutalisait déjà la tradition.

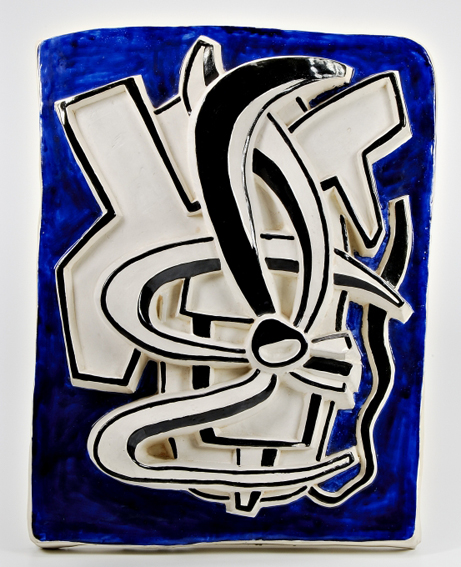
Œuvre au musée international de la céramique de Faenza.

En 1907, comme de nombreux peintres parisiens, il est très marqué par la rétrospective consacrée à Cézanne qui oriente définitivement sa peinture. La même année, il découvre le cubisme de Picasso et de Braque.

### Carrière artistique
Léger défie Cézanne dans le Compotier sur la table (1909). Sans doute y inscrit-il déjà sa peur de la grande influence du peintre d’Aix sur lui. Le peintre se fond bientôt dans l’effervescence de la vie artistique parisienne et, dès 1908, travaille aux côtés de Modigliani, Laurens, et surtout Alexandre Archipenko. Installé à la Ruche en 1908, il se lie avec Blaise Cendrars, Max Jacob et Guillaume Apollinaire et dialogue, entre autres, avec le peintre Robert Delaunay, et aussi avec Marc Chagall, Chaïm Soutine, Chaim Jacob Lipchitz, Pierre Reverdy et Maurice Raynal.

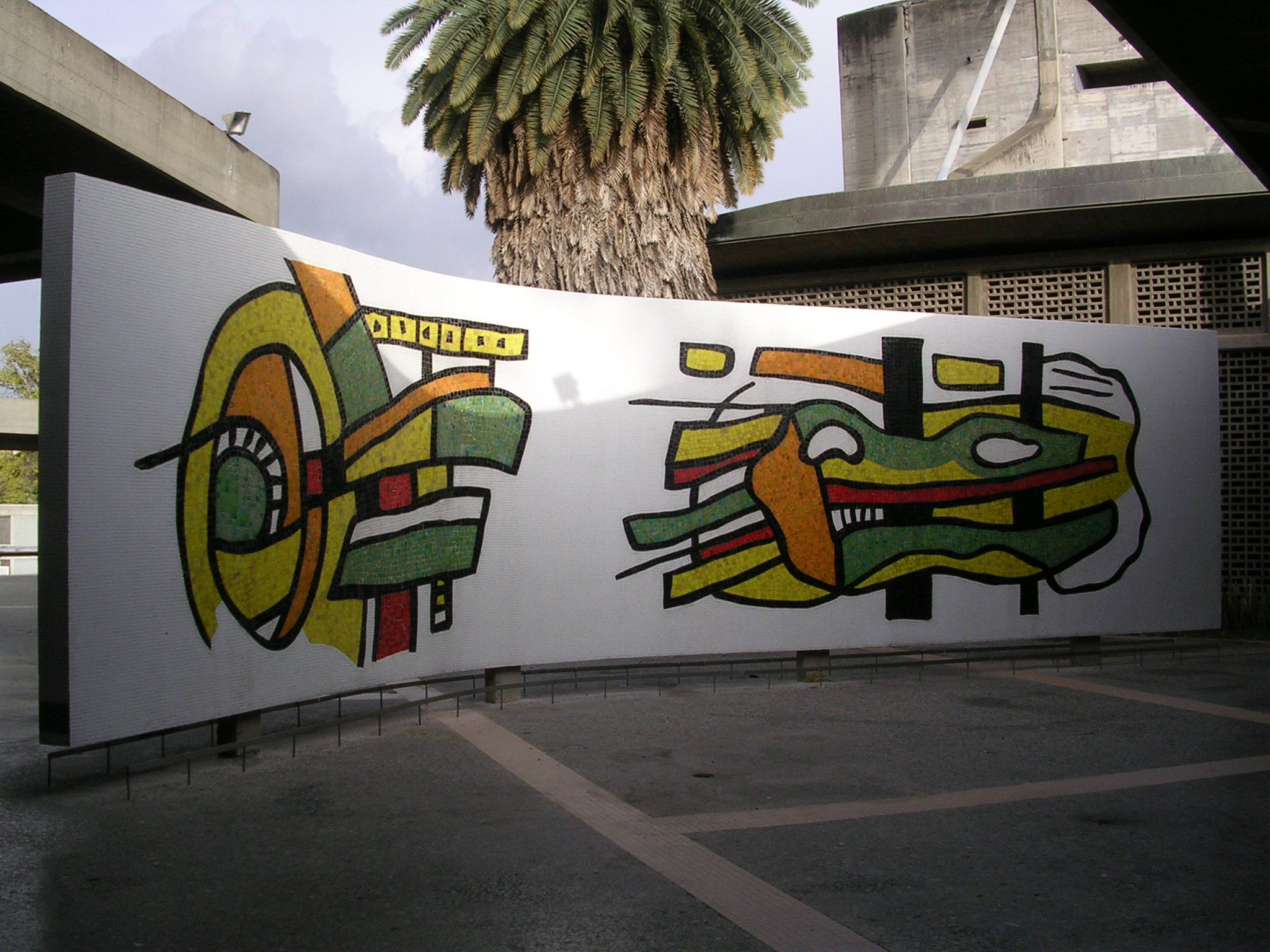
Fresque à l'université centrale du Venezuela.

Cette influence se ressent, en 1910, dans ces Nus dans la forêt qui font dire à Guillaume Apollinaire : « M. Fernand Léger a encore l’accent le plus inhumain de cette salle. Son art est difficile. » Il les achève après presque deux ans de lutte.
Il peint en 1910 La Couseuse, qui ouvre sa période cubiste. Amas de lignes géométriques logé dans un espace court, la toile est proche des figures massives de Picasso peintes la même année. Pourtant, dès Nu dans la forêt (1909-1910), Léger propose un cubisme personnel, même s’il s’est certainement inspiré de l’œuvre de Picasso portant le même titre.
Le sujet est transformé en une chambre remplie d’artefacts et de robots. Dans cette œuvre, Léger se détache de la doctrine de Cézanne qui consistait à peindre à partir des cylindres et des cônes. La sobriété des couleurs ainsi que l’activité frénétique des robots crée l’atmosphère symbolique d’un nouveau monde déshumanisé. Sous certains aspects, c’est une anticipation du futurisme italien.
S’il partage le souci cubiste de créer un réalisme non figuratif, il se distingue des Montmartrois en imposant un cubisme non pas intellectuel mais visuel. Son souci n’est pas, en effet, de figurer la totalité de l’objet, mais de distinguer chaque objet en volume et en plan au sein d’un espace idéal.
En 1913, Fernand Léger signe un contrat d'exclusivité avec Daniel-Henry Kahnweiler (1884-1979). La même année, il s'installe dans l'atelier du 86, rue Notre-Dame-des-Champs qu'il conservera toute sa vie. L'Académie moderne y sera créée en 1924.
Spectateur assidu du cirque Medrano, Fernand Léger peint les acrobates, les clowns, les jongleurs dont les corps « mécanisés » ont la même valeur que les objets et les décors. Il apparaît ainsi dans Le Cirque Médrano (1918).
En 1918, il illustre le livre de Blaise Cendrars La Fin du monde filmée par l'Ange N.D., conçu comme une suite de plans cinématographiques. Il renoue avec le groupe de la revue Montjoie fondée par Ricciotto Canudo. Il rencontre le cinéaste Jean Epstein, collabore au film d’Abel Gance, La Roue, et réalise les décors pour le film de Marcel L’Herbier, L'Inhumaine.
Engagé par les Ballets suédois, il crée successivement les costumes et les décors de Skating-Rink (1922) et de La Création du monde (1923).
En 1924, avec l'aide de Dudley Murphy, il tourne le film Ballet mécanique, où l'utilisation du gros plan et le recours aux multiples effets de fragmentation produisent une dynamique répétitive. La même année, Fernand Léger se rapproche des puristes et participe à la revue L'Esprit nouveau. En cette même année, il fonde avec Amédée Ozenfant l'Académie de l'art moderne où ce dernier enseigne jusqu'en 1928.
Il pratique, selon Louis Vauxcelles, le « tubisme ». Déboîtés, les volumes géométriques ne sont plus statiques et indissociables, mais autonomes, créant entre eux un antagonisme dynamique. L’intérêt qu’il voue au dynamisme, « reflet du monde moderne », le conduit en 1911 à fréquenter l’atelier de Puteaux et à participer à la Section d’or. Il s’éloigne des thèmes intimistes et traditionnels de Braque et Picasso, et peint des sujets contemporains (Le Passage à niveau, 1912). Il entame une série de contrastes de formes (La Femme en bleu, 1912), dans laquelle il réintroduit vivement la couleur et expérimente brièvement l’abstraction. Apollinaire baptise alors l’art de Robert Delaunay et de Léger de « cubisme orphique » (voir orphisme).
Pourtant, si Robert Delaunay prône la suprématie de la couleur, Léger, comme il le dit, aspire à « un équilibre entre les lignes, les formes et les couleurs ».
En octobre 1940, il part à Marseille, d'où il embarque pour les États-Unis. Il y enseigne à l'université de Yale avec Henri Focillon, Darius Milhaud et André Maurois,,.
Il adhère au Parti communiste français en 1945, dont il reste membre jusqu'à la fin de sa vie. En 1946, il rouvre son atelier de la place Jules-Ferry à Montrouge.
Au début des années 1950, Fernand Léger participe avec Jean Bazaine et Jean Le Moal à la décoration de l’église du Sacré-Cœur, construite dans un quartier ouvrier d’Audincourt (Doubs), pour laquelle il conçoit les dix-sept vitraux de la nef et du chœur et dessine les cartons de la tapisserie située derrière le maître-autel.
L'un de ses plus importants collectionneurs était le créateur de mode Yves Saint Laurent. Sa collection pour l’automne/hiver 1981 a été  inspirée par Léger et Matisse. Une photographie par Jean-Marie Périer montre le couturier devant le tableau « Le profil noir » (1928). À droite se tient le mannequin Sibyl Buck dans une grande robe.

### Enseignement des arts
Léger a dirigé plusieurs écoles (ou académies libres) de peinture.
En 1924, il fonde avec Amédée Ozenfant l'Académie de l'art moderne au 86, rue Notre-Dame-des-Champs à Paris, où se trouve aussi son atelier. Ozenfant y enseigne jusqu'en 1928. Cette académie disparaît en 1931, mais Léger l'ouvre de nouveau sous le nom Académie de l'art contemporain en 1934,.
Pendant son exil aux États-Unis Fernand Léger enseigne en Californie à Mills College. A son retour en France, il retrouve son atelier rue Notre-Dame-des-Champs et ouvre une nouvelle école à Montrouge, puis boulevard de Clichy, à Montmartre. Il a été le maître de Neşet Günal et a formé de nombreux élèves qui ont diffusé ses idées dans tout l’art du XXe siècle, en France (Pierre Faniest, Étienne Hajdu, Tonia Cariffa, Abner, Carlos, René Margotton, William Klein, Nicolas de Staël…), mais aussi en Scandinavie (Eric Olson, Franciska Clausen, Otto G. Carlsund…), et a notamment donné des cours à l’auteur-compositeur-interprète Serge Gainsbourg.
À Biot (Alpes-Maritimes), le musée national Fernand Léger, édifié par Nadia Léger, sa femme, et Georges Bauquier, lui est consacré et expose la plus grande collection de ses œuvres, dont la mosaïque sur la façade sud qu'il avait conçue (et qui été réalisée par les mosaïstes italiens Lino Melano et Luigi Guardigli).
En 1965 paraît un recueil des principaux textes de Fernand Léger. Roger Garaudy dit notamment « ceux dans lesquels il situe la peinture moderne par rapport à la tradition, constituant ainsi l'initiation lucide pour qui veut comprendre la signification profonde de l'école de Paris ». En particulier, Fernand Léger précise à nouveau le but du Salon des Indépendants : « C'est avant tout un salon de peintres pour les peintres, […], un salon de manifestation artistique, […] c'est son renouvellement éternel […] qui fait sa raison d'être. Ici, il doit y avoir la place pour les chercheurs et leurs inquiétudes. […] Le salon des indépendants est un salon d'amateurs, […] le salon des Inventeurs. […] Les bourgeois qui viennent rire de ces palpitations ne se douteront jamais que c'est un drame complet qui se joue là, avec toutes ses joies et ses histoires. S'ils en avaient conscience, car au fond ce sont de braves gens, il entreraient là avec respect, comme dans une église. »

### Vie privée
Fernand Léger se marie en 1919 avec Jeanne Lohy à Vernon, Eure, qu'il a rencontrée avant la guerre dans les milieux intellectuels parisiens. Devenue sa marraine de guerre, elle entretient une riche correspondance épistolaire avec l'artiste.
Veuf depuis 1950, il épouse en 1952 en secondes noces l'artiste peintre d'origine biélorusse Nadia Khodossievitch qui avait été mariée brièvement (1924-1927) avec le peintre polonais Stanisław Grabowski (pl). Après avoir étudié entre autres à l'école des beaux-arts de Varsovie, Khodossievitch était venue à Paris dans sa jeunesse pour compléter sa formation et avait intégré, en 1925, l'atelier de Fernand Léger à l'Académie Moderne. Léger lui avait confié la charge de professeur-assistante, fonction qu'elle conserve jusqu'à la mort de son époux.

## Musée national Fernand Léger
Quelques mois avant sa mort en 1955, Fernand Léger acquiert le mas Saint-André, situé au pied du village de Biot. Sur ce terrain horticole, Nadia Léger, sa veuve, et Georges Bauquier, son proche collaborateur, décident de créer un musée pour lui rendre hommage et favoriser la connaissance de son œuvre. Le projet de bâtiment est conçu par l’architecte Andreï Svetchine et le parc est confié au paysagiste Henri Fisch. L’édifice intègre en façade une immense mosaïque, initialement prévue par Léger pour la décoration du stade de Hanovre, mais jamais réalisée. En 1969, les fondateurs font don à l’État français du bâtiment, du terrain et d’une collection riche de plus de trois cents œuvres. André Malraux, ministre d’État chargé des Affaires culturelles, reçoit la donation au cours d’une manifestation officielle qui se termine par un gala organisé au palais des festivals de Cannes. Le musée Léger devient musée national et, selon les clauses de la donation, les fondateurs restent directeurs à vie.

## Œuvre

### Expositions
- 1933 : Kunsthaus de Zurich, il y fait une conférence sur « le mur », « l'architecte », « le peintre ».
- 1955 : 3e biennale de São Paulo, Grand prix de la biennale.
- Exposition Fernand Léger, du 21 février au 30 avril 2009, à la galerie Malingue, 26, avenue Matignon, 75008 Paris.
- Exposition Fernand Léger. Le Beau est partout, du 20 mai au 30 octobre 2017 au Centre Pompidou-Metz.
- Exposition Fernand Léger, la vie à bras-le-corps, du 6 juin au 6 novembre 2022 au Musée Soulages de Rodez[20].
- Exposition Tous Léger !, du 22 mars au 14 juillet 2025 au Musée du Luxembourg de Paris[21].

### Œuvres dans des collections publiques

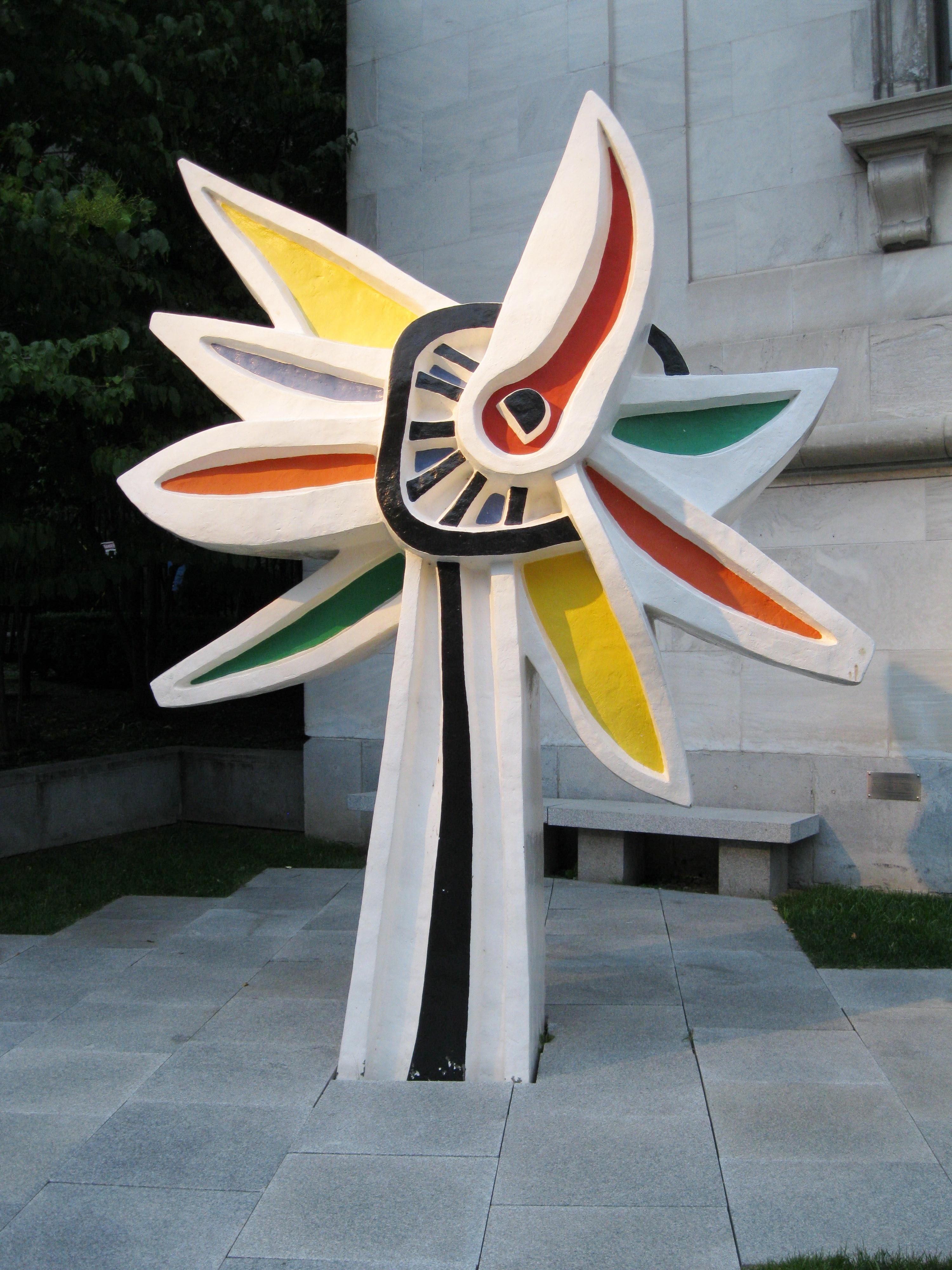
Grand tournesol (La Fleur polychrome) (1952), Musée des beaux-arts de Montréal.

- La Couseuse (1910), musée national d'Art moderne, huile sur toile (73 × 54 cm).
- Nus dans la forêt (1909-1911), musée Kröller-Müller, huile sur toile (120 × 170 cm).
- La Noce (1911-1912), musée national d'Art moderne, huile sur toile (257 × 206 cm).
- Le Passage à niveau (1912), Fondation Beyeler, Riehen, Suisse.
- Les Toits de Paris (1912), huile sur toile (90 × 64 cm), Paris, musée national d'art moderne, Centre Georges-Pompidou.
- Contrastes de formes, (1913), Paris.
- L'Escalier, (1914), Bâle.
- Le Réveil-matin, (1914), Paris, musée national d'art moderne, Centre Georges-Pompidou.
- Les Maisons dans les arbres, (1914), Bâle.
- Paysage (1914), Villeneuve-d'Ascq, musée d'Art moderne Lille Métropole, France.
- Le 14 Juillet (1914), Biot, musée national Fernand-Léger.
- Soldats jouant aux cartes (1916), Paris, Centre Georges Pompidou.
- Le Soldat (1917), Otterlo, musée Kröller-Müller, Pays-Bas.
- La Partie de cartes (1917), musée Kröller-Müller.
- Le Cirque Médrano (1918), musée national d'Art moderne.
- Le Remorqueur, (1920), musée de Grenoble.
- Trois femmes et nature morte (Déjeuner) (1920), Dallas Museum of Art, huile sur toile (73 × 92 cm).
- Le Mécanicien (1918), Villeneuve-d'Ascq, Lille Métropole Musée d'Art moderne, d'Art contemporain et d'Art brut.
- Le Grand Remorqueur (1923), Biot, musée national Fernand-Léger.
- Femme au bouquet (1924), Villeneuve-d'Ascq, Lille Métropole Musée d'Art moderne, d'Art contemporain et d'Art brut.
- Charlot cubiste (1924), musée Pierre-Noël de Saint-Dié-des-Vosges.
- Composition à la main et aux chapeaux (1927), musée national d'Art moderne, huile sur toile (248 × 185,5 cm).
- La Joconde aux clés (1930), Biot (Alpes-Maritimes), musée national Fernand Léger.
- La Baigneuse (1932), Biot, musée national Fernand-Léger.
- Composition avec des troncs d'arbres (1933), Dallas Museum of Art, huile sur toile (131 × 63 cm).
- Composition aux deux perroquets (1935-1939), musée national d'Art moderne, huile sur toile (400 × 480 cm).
- Léger, 1937, Le transport des forces (1927), peinture murale monumentale, 491 × 870 cm, Palais de la découverte, Paris.
- Les Quatre cyclistes, (1943-1948), Biot, Musée national Fernand Léger, huile sur toile (129 × 161,5 cm).
- La Feuille verte, (1945), Nantes, Musée d'Arts de Nantes, huile sur toile (50,2 × 65,1 cm).
- Nature morte au couteau, (1945-1949), Marseille, Musée Cantini, huile sur toile (72,8 × 60 cm).
- Adieu New York (1946), huile sur toile, Paris, Centre Georges Pompidou.
- Les Loisirs sur fond rouge, (1949), Biot, Musée national Fernand Léger, huile sur toile (113 × 146 cm).
- Les Constructeurs, état définitif (1950), Biot, musée national Fernand Léger.
- Le Campeur (1954), Biot, musée national Fernand-Léger.
- Deux papillons jaunes sur une échelle, Biot, musée national Fernand Léger.
- La Partie de campagne, musée d'Art moderne et contemporain de Saint-Étienne Métropole.
- Composition, gouache, Arlon, musée Gaspar, collection de l'Institut archéologique du Luxembourg[22].

## Filmographie
- Ballet mécanique (1924), œuvre cinématographique réalisée avec Dudley Murphy et la participation de Man Ray.
- L'Inhumaine (1924), film de Marcel L'Herbier, pour lequel Fernand Léger a été directeur artistique.
- Léger en Amérique (1946), film de Thomas Bouchard avec des commentaires de Fernand Léger.
- Rêves à vendre (1947), film de Hans Richter, auquel Fernand Léger a contribué artistiquement.

## Élèves
- Paul Ackerman (1908-1981)
- Guy Feinstein (1929-2008)
- Tarsila do Amaral (1886-1973)
- Renée Béja (1908-1982)
- Lucienne Berthon (1926-2012)
- André Bouler (1924-1997), élève de 1949 à 1951
- Roland Brice (1911-1989)
- Tonia Cariffa (1924-2025)
- Saloua Raouda Choucair (1916-2017)
- Pierre Faniest (1926-2010), élève de 1945 à 1950
- Henri Ginet (1923-1970)
- Elmyr de Hory (1906-1976)
- Blanche Lazzell (1878-1956), américaine, élève en 1912
- René Margotton (1915-2009)
- Ann Tiné (1916-1990), élève de 1949 à 1951
- Pierre Wemaëre (1913-2010)

## Iconographie
- Willy Maywald (1907-1985), Portraits photographiques de Fernand Léger dans son atelier au 86, rue Notre-Dame-des-Champs, Paris VIe, vers 1952.[réf. nécessaire]